# Rockstar Games
Rockstar Games, Inc. (também conhecida como Rockstar NYC e anteriormente chamada de BMG Interactive) é uma produtora e publicadora de jogos eletrônicos fundada em Dezembro de 1998. Conhecida por ter publicado grandes nomes dos jogos eletrônicos, a Rockstar é publicadora das famosas séries Grand Theft Auto, Red Dead, Midnight Club, Bully, Max Payne e Manhunt. Sua sede fica em New York (Nova Iorque), mas é formada também por vários estúdios que foram comprados, renomeados ou então construídos pela própria empresa, a Take Two Interactive é dona da Rockstar, tendo o controle da empresa.
A sede da Rockstar está localizada na Broadway, na vizinhança de NoHo, em Nova York, parte dos escritórios da Take Two, e é onde estão os departamentos de marketing, relações públicas e desenvolvimento de produtos.

## Filosofia da empresa
Em outubro de 2011, o vice-presidente da Rockstar Dan Houser disse à Famitsu que a Rockstar evita intencionalmente o desenvolvimento de jogos de Tiro em Primeira Pessoa. "Estamos evitando deliberadamente isso agora", disse ele, de acordo com uma tradução da 1UP.com. "Está no nosso DNA evitar fazer o que as outras empresas estão fazendo. Eu suponho que você poderia dizer que Max Payne 3 é algo perto de um FPS, mas há aspectos realmente únicos para a definição e jogabilidade ali também, e não apenas na história. Você precisa ter originalidade em seus jogos; você tem que ter algum tipo de mensagem interessante. Pode-se dizer que o objetivo da Rockstar é fazer com que os jogadores realmente sentirem o que estamos tentando fazer". Houser passou a dizer que a Rockstar fez "novos gêneros por nós com jogos como a série Grand Theft Auto. Que não dependem de depoimentos em um livro de negócios para fazer o que nós fizemos. Eu acho que nós justamente conseguimos porque nos não concentramos no lucro… Se nós fizermos o tipo os jogos que quer jogar, então acreditamos que as pessoas vão comprá-los."

## Cultura de trabalho
No dia 14 de outubro de 2018, um artigo sobre o desenvolvimento do jogo Red Dead Redemption 2, que seria lançado no mesmo ano, foi publicado pela "Vulture". Uma citação que afirmava que os desenvolvedores do jogo trabalharam por até 100 horas durante semanas causou polêmica, e um dos diretores do jogo, Dan Houser, clarificou ao site Kotaku que somente o time de escritores sênior que trabalhou essa quantidade de horas extras por três semanas. Após esta resposta, um ex-empregado da Rockstar, Job Stauffer, alegou no Twitter que, na época da produção de Grand Theft Auto V, "era como se você trabalhasse com uma arma apontada para sua cabeça."  No dia 17 de outubro, a empresa removeu temporariamente a regra que impedia que seus empregados contassem sobre sua experiência de trabalho, o que resultou na publicação em redes sociais de vários relatos positivos sobre a cultura de trabalho, com vários corroborando que a quantidade de horas extras necessárias diminuíram desde a época da produção de Grand Theft Auto V.
Na semana seguinte, o jornalista Jason Schreier publicou um artigo sobre a cultura de trabalho no estúdio responsável pelo desenvolvimento de Red Dead Redemption 2, para o qual entrevistou 77 empregados do estúdio, sendo que 34 destes ainda trabalhavam lá na época da entrevista. Nenhum dos entrevistados afirmou trabalhar semanas de 100 horas, mas em geral trabalhavam por volta de 50 a 60 horas por semana, sendo que uma porção desses empregados não recebia pagamento pelas horas extras. Parte dos entrevistados afirmou gostar de trabalhar para a Rockstar Games e por estarem ajudando a criarem jogos tão famosos, enquanto outra parte contou terem dificuldade de manterem suas relações sociais ou de sofrerem depressão devido à quantidade de horas trabalhadas. Algumas das pessoas entrevistadas afirmaram existir uma "cultura de medo" na empresa, devido à pressão sobre os empregados de trabalharem horas extra.

## CircoLoco Records
A Rockstar Games anunciou, no dia 24 de maio de 2021, uma parceria com a CircoLoco, organizadora de algumas das festas mais famosas de dance music, para a criação de uma nova gravadora de música: a CircoLoco Records.
Através do seu site oficial, o estúdio de GTA disse que a música é “parte fundamental da empresa”, conforme mostrado na atualização “Night” na Balada de Grand Theft Auto Online. Confira o comunicado:
A música sempre foi parte fundamental da Rockstar Games – do patrocínio de artistas e cenas da contracultura em nossos jogos às estações de rádio com curadoria meticulosa na série Grand Theft Auto e as boates completas trazidas pela atualização Night na Balada no GTA Online, assim como a expansão das opções de espaços sociais e descobertas musicais dentro do jogo com o lançamento do Golpe de Cayo Perico.
A primeira coletânea da CircoLoco Records se chamará “Monday Dreamin’” e terá “contribuições entre visionários e ícones de cada era das maiores festas da CircoLoco”. A primeira faixa “Lumartes” já está disponível no Spotify e outras serão lançadas semanalmente até o lançamento oficial da coletânea, no dia 9 de julho.

## Estúdios

### Estúdios atuais
| Logo | Nome                 | Localização                          | Anos como divisão da Rockstar | Notas |
| ---- | -------------------- | ------------------------------------ | ----------------------------- | --- |
|      | Rockstar Dundee      | Dundee, Escócia, Reino Unido         | 2020 – presente               | Anteriormente conhecida como Ruffian Games. Seus trabalhos anteriores incluem Crackdown 2, Crackdown 3, Halo: The Master Chief Collection, e vários títulos para o Kinect. Eram desenvolvedores parceiros da Microsoft e seu Xbox Game Studios, ficando famosos por ser uma grande colaboradora em títulos exclusivos das plataformas Xbox.                                          |
|      | Rockstar India       | Bangalore, Índia                     | 2016 – presente               | Trabalha em conjunto com a Rockstar Dedicated Unit na Technicolor India. |
|      | Rockstar Leeds       | Leeds, Inglaterra                    | 2004 – presente               | Anteriormente conhecida como Mobius Entertainment e com sede em Lower Wortley, Leeds, Inglaterra. Criaram Grand Theft Auto: Liberty City Stories e Vice City Stories para PlayStation Portable, Max Payne para Game Boy Advance, Grand Theft Auto: Chinatown Wars e o jogo de música Beaterator. O mais recente trabalho do estúdio é a versão para Microsoft Windows de L.A. Noire. |
|      | Rockstar Lincoln     | Lincoln, Inglaterra                  | 1999 – presente               | Garantia de qualidade e localização do estúdio com sede em Lincoln, Inglaterra, anteriormente conhecida como Tarantula Studios. |
|      | Rockstar London      | Londres, Inglaterra                  | 2005 – presente               | Formada em novembro de 2005. Assumiu o desenvolvimento de Manhunt 2, após o fechamento da Rockstar Vienna e desenvolveu a adaptação portátil de Midnight Club: Los Angeles e Midnight Club: L.A. Remix. |
|      | Rockstar New England | Ballardvale, Estados Unidos          | 2008 – presente               | Adquirida em 4 de abril de 2008, este estúdio é baseado em Andover, Massachusetts, anteriormente conhecida como Mad Doc Software. Eles desenvolveram Bully para Wii, Xbox 360 e PC. |
|      | Rockstar North       | Edimburgo, Escócia, Reino Unido      | 2002 – presente               | Fundada em 1988 como DMA Design, a Rockstar North está sediada em Edimburgo, Escócia. São famosos pelas franquias Grand Theft Auto e Manhunt, bem como a versão original de Lemmings. |
|      | Rockstar San Diego   | Carlsbad, Califórnia, Estados Unidos | 2003 – presente               | Anteriormente conhecida como Angel Studios, que desenvolveu a engine RAGE, Red Dead Revolver e Red Dead Redemption, a série Smuggler's Run, os dois primeiros Midtown Madness com a Microsoft Studios, e os jogos da série Midnight Club. |
|      | Rockstar Toronto     | Oakville, Canadá                     | 1999 – presente               | Anteriormente conhecida como Rockstar Canada. Seu trabalho mais conhecido é The Warriors, uma adaptação do clássico filme cult e a versão PC de Grand Theft Auto IV e Grand Theft Auto: Episodes from Liberty City. |
|      | Cfx.re               |                                      | 2023 – presente               | Desenvolveu os projetos FiveM e RedM. |

### Estúdios Anteriores
| Logo | Nome               | Anos como divisão da Rockstar | Notas |
| ---- | ------------------ | ----------------------------- | --- |
|      | Rockstar Vancouver | 2002 – 2012                   | Anteriormente conhecida como Barking Dog Studios. Eles criaram Bully para PlayStation 2 e o terceiro jogo da série Max Payne, Max Payne 3. A Rockstar Vancouver se fundiu com a Rockstar Toronto em 2012. |
|      | Rockstar Vienna    | 2003 – 2006                   | Anteriormente conhecida como Neo Software. Eles moveram a série Max Payne para os consoles, e criaram alguns dos Manhunt 2, antes de ser encerrada em 11 de maio de 2006.                                 |

## Tecnologia

### RAGE
A Rockstar Games desenvolveu seu próprio motor de jogo chamado Rockstar Advanced Game Engine (RAGE) para facilitar o desenvolvimento de jogos no PlayStation 3, Xbox 360, Windows, Mac e sistemas Wii.

### Social Club
A Rockstar Games Social Club é um serviço de jogos online criado pela Rockstar para uso em seus jogos.

### Rockstar Games Launcher
A Rockstar Games lançou a sua própria plataforma de jogos para Microsoft Windows em 17 de Setembro de 2019. A plataforma integra-se com o uso da conta Social Club, permitindo ao utilizador, baixar e comprar jogos que já estejam registados na sua conta, ou até mesmo jogos da empresa noutras plataformas como a  Steam.

## Séries de jogos notáveis
- Grand Theft Auto (1997 - presente)
- Smuggler's Run (2000 - 2002)
- Midnight Club (2000 - 2010)
- Max Payne (2001 - 2012)
- Manhunt (2003 - 2008)
- Red Dead Redemption (2004 - presente)
- The Warriors (2005)
- Bully (2006)

## Filmes
| Grand Theft Auto 2: Curta Metragem                            | 1999 | Ação         |
| The Football Factory¹                                         | 2004 | Drama        |
| Grand Theft Auto: San Andreas - The Introduction              | 2004 | Drama        |
| Sunday Driver¹                                                | 2005 | Documentário |
| Red Dead Redemption: The Man from Blackwater                  | 2010 | Drama        |
| Notas 1. Rockstar Games é creditada como produtora executiva. |      |              |

Em 2011, a Rockstar Games registrou a Rockstar Films.